# Haemophilus ducreyi
Haemophilus ducreyi o bacilo de Ducrey es un cocobacilum Gram-negativo causante del chancroide, una infección de transmisión sexual caracterizados por llagas dolorosas en los genitales (chancros), con una base eritematosa que se transforma en una ulceración dolorosa con linfadenopatía asociada.
Perteneciente a la familia Pasteurellaceae, pero no al género Haemophilus de acuerdo con los análisis genómicos. El bacilo de Ducrey se le incluye en este género debido a que no se ha creado uno nuevo para él.
- Datos: Q1114305
- Multimedia: Haemophilus ducreyi / Q1114305
- Especies: Haemophilus ducreyi